# Президентський палац (Любляна)
Будівля уряду та канцелярія президента (словен. Vladna in predsedniška palača), також просто Будівля уряду (словен. Vladna palača) або Канцелярія президента (словен. Predsedniška palača) — будівля в Любляні, столиці Словенії, в якій знаходиться канцелярія президента Словенії, генерального секретаря уряду Словенії та Протокол Словенії. Розташована на розі вулиць Прешернова цеста (Prešernova cesta), Ерявцева цеста (Erjavčeva cesta) та Грегорчича (Gregorčičeva ulica) в районі Центр, поруч з Центром Цанкар'є. Використовується для проведення державних та церемоніальних заходів, а також для прийомів та зустрічей з іноземними високопосадовцями та главами держав, що приїжджають з візитом. Іноді тут проводяться виставки.

## Історія
Проектна документація будівлі була підготовлена інженером Рудольфом Бауером на основі роботи архітектора Еміля фон Фьорстера. Перші розкопки відбулися у жовтні 1886 року, фундамент був закладений навесні 1897 року. Дозвіл на використання було видано 11 листопада 1898 року. Спочатку будівля використовувалася як штаб-квартира провінційної влади Герцогства Крайна. Після Другої світової війни тут розміщувалися мерія Любляни, Конституційний суд, а з 1975 року — Виконавча рада Соціалістичної Республіки Словенія. З 1993 року тут розміщується канцелярія президента Республіки Словенія, канцелярія прем'єр-міністра Словенії та генерального секретаря уряду Словенії. Того ж року будівлю було взято під охорону як пам'ятку культури.

## Архітектура
Триповерхова будівля побудована в стилі неоренесансу і має атріальний план. Є два внутрішні двори і велика зала, так звана Кришталева зала, яка зараз використовується для прийомів, але спочатку була каплицею. Передній фасад, повернутий у бік вулиці Прешерна, має три входи. Обабіч головного входу, який знаходиться посередині, стоять алегоричні статуї влади і закону, створені віденським архітектором Йозефом Байєром. На фасаді також є два другорядні входи, по одному з кожного боку від головного входу. Ці входи виходять на жвавий міський проспект і не справляють враження, характерного для протокольної будівлі. Крім того, є входи з вулиці Ерявець та вулиці Грегорчича. Кути будівлі підкреслені вежами. Інтер'єр був оформлений у міжвоєнний період (20 століття) Гойміром Антоном Косом зі сценами з історії Словенії.